# زکی ونجنس
زاکاری جیمز بیکر (به انگلیسی: Zachary James Baker) (زادهٔ ۱۱ دسامبر ۱۹۸۱) ملقب به "رکی ونجنس" گیتاریست گروه اونجد سون فولد است.

## زندگی‌نامه
والدین زکی در تولد سیزده سالگی برای زکی گیتار خریدند و از آنجا که علاقه زکی را به نواختن آن می‌دانستند همیشه همراه او بودند. زکی از بچگی با آموختن گیتار و همچنین شنیدن موزیک‌هایی که در آن از گیتار استفاده شده‌است سعی کرد خودش را تا سطح بالایی از نوازندگی گیتار برساند. در دبیرستان هانتینگتون بیچ با ام.شادوز و جیمز سالیوان آشنا شد و همین دو نفر وی را وارد گروه اونجد سون فولد کردند. زکی از جمله افرادی بود که در تمامی آلبوم‌های گروه اونجد سون فولد حضور داشت و همیشه با این گروه همکاری کرد.